# Alveocyclammina
Alveocyclammina es un género de foraminífero bentónico de la subfamilia Hemicyclammininae, de la familia Cyclamminidae, de la superfamilia Loftusioidea, del suborden Loftusiina y del orden Loftusiida. Su especie tipo es Alveocyclammina andina. Su rango cronoestratigráfico abarca el Albiense inferior (Cretácico inferior).

## Discusión
Clasificaciones previas incluían Alveocyclammina en el suborden Textulariina del orden Textulariida o en el orden Lituolida.

## Clasificación
Alveocyclammina incluye a la siguiente especie:
- Alveocyclammina andina